# Port lotniczy Woensdrecht
Port lotniczy Woensdrecht (IATA: WOE, ICAO: EHWO) – lotnisko znajduje się w mieście Woensdrecht (Holandia). Jest to baza wojskowa Holenderskich Sił Powietrznych.